# Авиационно оръдие
Авиационни оръдия се наричат автоматични оръдия, адаптирани или специално конструирани за използването им от летателни апарати. Техни отличителни белези са ниското тегло, високата скорострелност, компактността и относително малкия калибър (до 45 мм).

## Видове конструкции
- едностволни
  - класически (напр. MK-108, ШВАК)
  - револверни (напр. Mauser BK-27)
- многостволни
  - двустволни (по системата на Гаст) (напр. ГШ-23, ГШ-30-2)
  - с въртящ се блок стволове (по системата на Гатлинг), имащи 3 – 7 ствола (напр. M61 Vulcan, GAU-8 Avenger)

## Видове боеприпаси
Основният фактор, влияещ на избора на боеприпасите за авиационните оръдия е типа на поразяваната цел.
Авиационните цели притежават редица специфични особености, например:
- Високата скорост и малките размери на целта намаляват вероятността от попадение, което води до необходимостта от висок темп на стрелбата и висока начална скорост на снарядите.
- По-слабото, в сравнение с наземната техника, брониране снижава изискванията по бронепробиваемост, а големите количества гориво на борда на целите увеличава значимостта на запалителните снаряди.

За поразяване на авиационни цели се използват основно два типа боеприпаси:
- осколочно-фугасни и
- бронебойно-запалителни снаряди.

Наземните цели (танкове, бронирани машини и др.), които са приоритетни за щурмовите самолети и ударните вертолети, имат значително по-тежко брониране от авиационните, което налага използването на бронебойни снаряди.
Широко се използват и трасиращи снаряди, облекчаващи прицелването. По правило бойният запас се снаряжава по смесена схема: бронебоен-осколъчен-бронебоен-осколъчен-бронебоен-осколъчен-трасиращ.

## Примери
вж. Списък на авиационни оръжия